# Tofta kyrkby
Tofta är kyrkbyn i Tofta socken i Gotlands kommun, belägen på västra Gotland mellan centralorten Visby och Klintehamn. Någon by med namnet Tofta finns egentligen inte utan prästgårdens marker kallas Tofta annex. I intill kyrkan ligger gårdarna Dyple, Licksarve, Fättings och Salmunds.
Strax söder om kyrkbyn ligger byn Ansarve för vars bebyggelse SCB har avgränsat en småort som benämns Ansarve och Tofta även om bebyggelsen i kyrkbyn inte omfattas. Ansvare ingår sedan 2020 i tätorten Tofta som främst avser bebyggelse söder om Ansvare i Tofta strand.
I Tofta kyrkby ligger Tofta kyrka.